# キム・テギュン (映画監督)
キム・テギュン（金泰均、김태균、1960年5月6日または6月17日 - ）は、韓国の映画監督。

## 経歴
韓国映画アカデミー4期生。1996年に『パク・ポンゴン家出事件』でデビュー後、チェ・ジウとアン・ジェウクを主人公にした『ファースト・キス』（1998）を発表。
その後の主な作品には、学園武侠映画『火山高』（2001）、『オオカミの誘惑』（2004）、ラブコメディ『百万長者の初恋』（2006）、脱北者の問題を扱った『クロッシング』（2008）がある。

## 作品リスト
- パク・ポンゴン家出事件（1996）
- ファースト・キス（1998）
- 火山高（2001）
- 20のアイデンティティ/異共「2時」（2004）
- オオカミの誘惑（2004）
- 百万長者の初恋（2006）
- クロッシング（2008）
- 彼岸島（2009）
- 裸足の夢(2011)